# Emilio y los detectives
Emilio y los detectives es una novela infantil publicada en 1929 por Erich Kästner e ilustrada por Walter Trier. Fue el primer y mayor éxito de Kästner, la única de sus obras que se escapa de la censura nazi, traducida en 59 idiomas. El aspecto más inusual de la novela, comparando con la literatura infantil de la época, fue que sitúa a los personajes en el Berlín contemporáneo y no en un mundo de fantasía, se abstiene de moralizar y deja hablar a los personajes por sí mismos.

## Argumento
La historia comienza en Neustadt, una ciudad provincial ficticia alemana, donde vive Emilio Tischbein, un chico de 12 años. Su padre ha muerto y su madre trabaja una peluquería. Ella envía a Emilio a Berlín con 140 marcos (su salario mensual como peluquera) para su abuela y 20 marcos para él. De camino va con mucho cuidado de no perder el dinero y usa una aguja para prenderlo en el forro de su chaqueta.
En el tren hacia Berlín, Emilio conoce a un misterioso hombre que se presenta como Max Grundeis. Este hombre le da a Emilio un misterioso chocolate y Emilio cae dormido. Cuando despierta el dinero y Herr Grundeis habían desaparecido. Emilio se baja del tren en una estación diferente a la que debía. Cuando ve a Herr Grundeis, le sigue. Emilio no llama a la policía porque una vez un policía local de Neustadt le vio pintando en un monumento. Conoce a un chico llamado Gustavo que se ofrece a ayudarle y reúne a otros 24 chicos que se llamaban a sí mismos "Los detectives".
Después de seguir a Grundeis a un hotel y espiarlo toda la noche, a la salida, lo siguen hasta el banco. Emilio recupera su dinero cuando Herr Grundeis intenta cambiar el dinero en billetes más pequeños. Uno de los detectives le dice al banquero que el dinero es robado. Emilio entra e intenta explicar la historia al banquero, que comprueba que los billetes tienen un agujero, el de la aguja que él llevaba prendida de la chaqueta.
Herr Grundeis trata de escapar pero los nuevos amigos de Emilio traen a un policía, alertado por la prima de Emilio (Pony Gorrito). Una vez arrestado se supo que Herr Grundeis era miembro de una banda de ladrones de bancos. Emilio recibe como recompensa 1000 marcos por la captura de Grundeis. Después de que todo se normalizara, la abuela de Emilio dice la moraleja de la historia: "Nunca envíes dinero suelto - usa siempre cheques".

## Segunda parte en 1933
En 1933 se publicó la continuación Emilio y los tres mellizos, Emilio y sus compañeros corren diversas aventuras en el Mar báltico, dos años después de lo que pasó en Berlín en la novela original.
La segunda parte no tuvo tan buena acogida como la primera ya que se publicó cuando los nazis tomaron el poder. Las publicaciones de Kästner en Alemania fueron prohibidas y sus novelas quemadas (el primer libro de Emil fue considerada muy popular porque escapó de la quema).

## Adaptaciones

### Películas y TV
La primera película fue Emilio y los detectives de 1931, teniendo como guionista a Billy Wilder, escrita por Emeric Pressburger, fue un éxito comercial. Hubo versiones posteriores realizadas en 1935 (una nueva versión de la primera en 1931), en 1954 (nueva versión alemana de la película de 1931), en 1964 (producida por Walt Disney, EE. UU.) y en 2001 (alemana). También hubo una serie para la televisión inglesa en 1952 formada por 3 capítulos de 35 minutos.
En las películas se pueden ver varios cambios en el tiempo o en los lugares con respecto al argumento principal. En algunos casos Emil y los chicos corren sus aventuras en América en un autobús en vez de en un tren. En la versión alemana de 2001 se actualiza el argumento para explicar el paso del tiempo: en 1929 un teléfono privado era una cosa extraña y en el libro solamente una persona tiene teléfono en casa, así que el hijo del doctor tiene que quedarse en casa para coordinar las operaciones y le apena mucho no poder pasárselo bien. En la versión de 2001 todos los chicos tiene teléfono móvil, también se añade más papel a Pony y Gustavo.

### Adaptaciones teatrales
Kästner organizó una representación teatral de la obra en 1930. La pieza se puede ver frecuentemente sobre todo en teatros para jóvenes y niños.

### Musicales
El musical de Emilio y los detectives se estrenó en Berlín el 12 de noviembre de 2001 en el teatro de la Plaza Potsdam, la música corrió a cargo de Marc Schubring y el libreto de Wolfgang Adenberg. El 6 de octubre de 2006 se representó en el Stattsoperette Dresden, ciudad natal del autor. Los personajes principales fueron interpretados por niños de la ciudad de Dresde.

### Juegos
En varias ocasiones el libro ha sido objeto de juegos de sociedad para niños:
- Ya en 1931 la editorial Jos. Schloz en Mainz saco a la venta "Emilio y los Detectives. Un fascinente juego para niños y adultos"[1]
- En 1969 la editorial Otto Maier saco un juego con el mismo nombre del libro. Éste fue un juego de búsqueda en el que había un ladrón y que recolectar billetes de banco.[2]
- En 2003 la editorial Schmidt Spiel und Freizeit publicó un juego para niños con elementos deductivos bajo el nombre de Emilio y los Detectives[3]